# Emo (subcultura)
L'emo (pronuncia inglese /ˈiːmoʊ/, pronuncia italiana /ˈeːmo/) è una subcultura giovanile emersa negli Stati Uniti, in particolare a Washington, tra gli anni ottanta e novanta. Essa deriva direttamente dal genere musicale emo, da cui ha preso ispirazioni e caratteristiche, ma anche dal punk rock e da altri generi di musica alternativa.
Per più di un decennio, il termine emo è stato usato quasi esclusivamente per descrivere il genere musicale che ha dominato la fine degli anni 80; tuttavia, durante gli anni novanta, quando la musica emo iniziò ad essere più popolare, il termine iniziò ad essere utilizzato come un riferimento più ampio rispetto alla precedente denotazione, indicando quindi sia il genere musicale che il movimento culturale a esso correlato. L'origine della parola emo in sé è confusa, anche se molto probabilmente è l'abbreviazione di emotional ("emotivo"). I rappresentanti di questa subcultura vengono indicati col termine di emo kids ("ragazzi emo") o semplicemente emo. Questa subcultura emo si è diffusa rapidamente verso l'ultimo quarto degli anni 2000 soprattutto come moda giovanile, portato alla ribalta da gruppi quali  Cinema Bizarre e Dari. Il fenomeno poi ebbe un declino altrettanto rapido, già all'inizio degli anni '10 del 2000 gli emo si sono evoluti in altre mode o subculture.

## Stile

### Abbigliamento

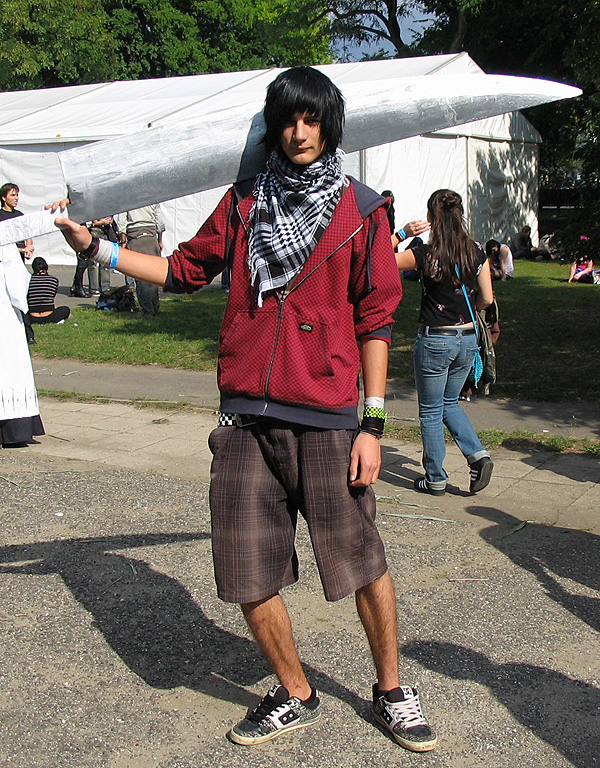
Un emo all'Animecon di Budapest del 2008

Lo stile emo è spesso associato ad un certo tipo di moda relativa all'abbigliamento skate. Attualmente, sia i ragazzi che le ragazze usano spesso jeans stretti ed aderenti, hanno una lunga frangia asimmetrica in testa e gli occhi truccati di nero.
Sono frequenti t-shirt aderenti raffiguranti le band preferite, cintura con le borchie colorate con tonalità accese, scarpe da skater o in generale scarpe nere, Converse o Vans.
L'abbigliamento emo trae le sue radici dalla scena hardcore punk/post-hardcore e straight edge americana degli anni ottanta (proprio dove l'emo in origine era nato), i cui interpreti seguivano l'abbigliamento skater di quel periodo, che differentemente da quello più recente, si basava su indumenti tendenzialmente stretti ed aderenti, tatuaggi, magliette corte e capelli corti o rasati, e anzi non vi era traccia della caratteristica frangia.

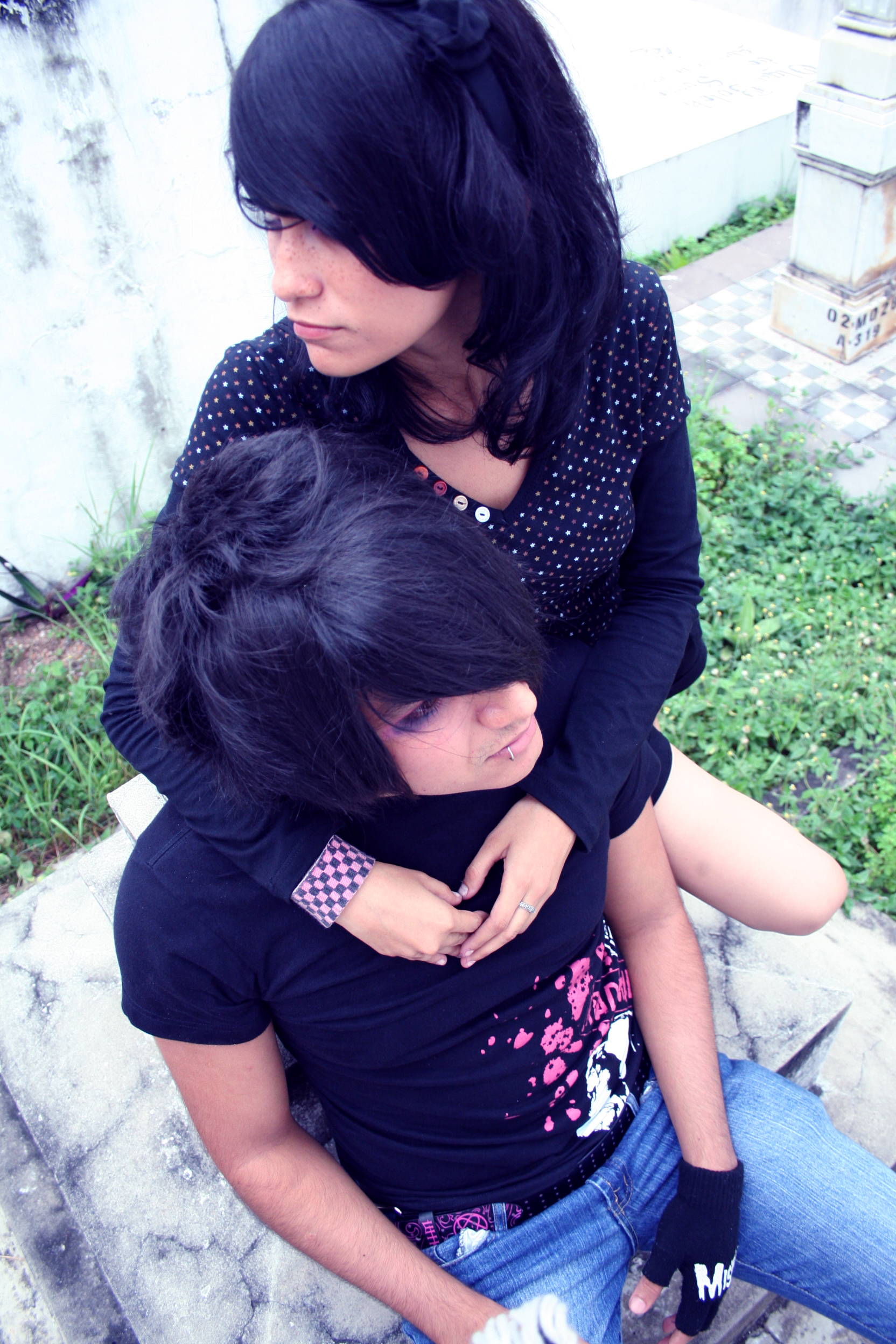
Una coppia di emo kids

Lo stile emo oggi si è quindi distinto dall'originale sia nella musica che nel look, in quanto, sebbene presenti diversi elementi in comune, ha più affinità con la scena pop punk e melodic hardcore americana riconducibile agli anni novanta-duemila. La recente moda dei "nuovi" emo ha comunque condizionato le tendenze generali, in quanto oggi questi indumenti sono largamente utilizzati e reperibili nei negozi.
Ci sono due forme popolari di stile di abbigliamento che sono considerate emo al momento: il primo essenzialmente deriva dall'indie-punk-anni 90 e ha connessioni con l'indie rock e punk rock. L'abbigliamento è spesso di colori neri e scuri, spesso contrastati con colori vivaci e appariscenti. Le camicie possono essere personalizzate e avere vari motivi, spesso immagini ereditate dalla cultura punk.
Un altro stile popolare, influenzato da quello gotico, si concentra di più sui colori scuri ed è caratterizzato principalmente dalle camicie rosse in blu, fucsia e nero, talvolta con teschi o stelle; nastri luminosi; e pantaloni stretti (preferibilmente neri o scuri). Inoltre a volte i rappresentanti di questo stile indossano una maglietta o una camicia con una cravatta, contrastando i possibili colori di quest'ultima con delle cinture di proiettili. Vengono utilizzati anche maglioni, giacche da lavoro e paia di occhiali quasi sempre appuntiti e di colore nero. Tuttavia, non tutti gli stili d'abbigliamento sono correlati con la cultura dark o goth, solo pochi sono interamente collegati con la musica emo, oppure si rifanno ad altri stili solo per quanto riguarda alcuni aspetti estetici. L'emo ha subito un'influenza indiretta del punk, infatti il termine emo è legato all'emotional hardcore, la prima forma di musica emo.
È chiaro quindi che gli emo si preoccupino molto del loro aspetto, perché è il mezzo tramite il quale esprimono i loro sentimenti. Non sorprende quindi che anche i ragazzi si trucchino o abbiano una grande cura nel modo di tenere i capelli o nella scelta degli accessori (cinture, bracciali, piercing ecc.).

### Capelli

Emo coi capelli corti

I capelli costituiscono una base fondamentale della moda emo, in quanto è attraverso di essi che i seguaci di questa moda vogliono comunicare alle altre persone le loro emozioni, i loro pensieri o gusti personali.
Questa moda incoraggia le persone a sperimentare con la forma dei loro capelli, dal taglio fino agli accessori, così da personalizzare in modo divertente il proprio look personale. Clip, manopole e fasce per capelli possono essere utilizzate per accentuare e creare varie forme e colori, che possono essere aggiunte in blocchi o striature per creare volume e consistenza. Le acconciature possono essere di qualsiasi lunghezza.

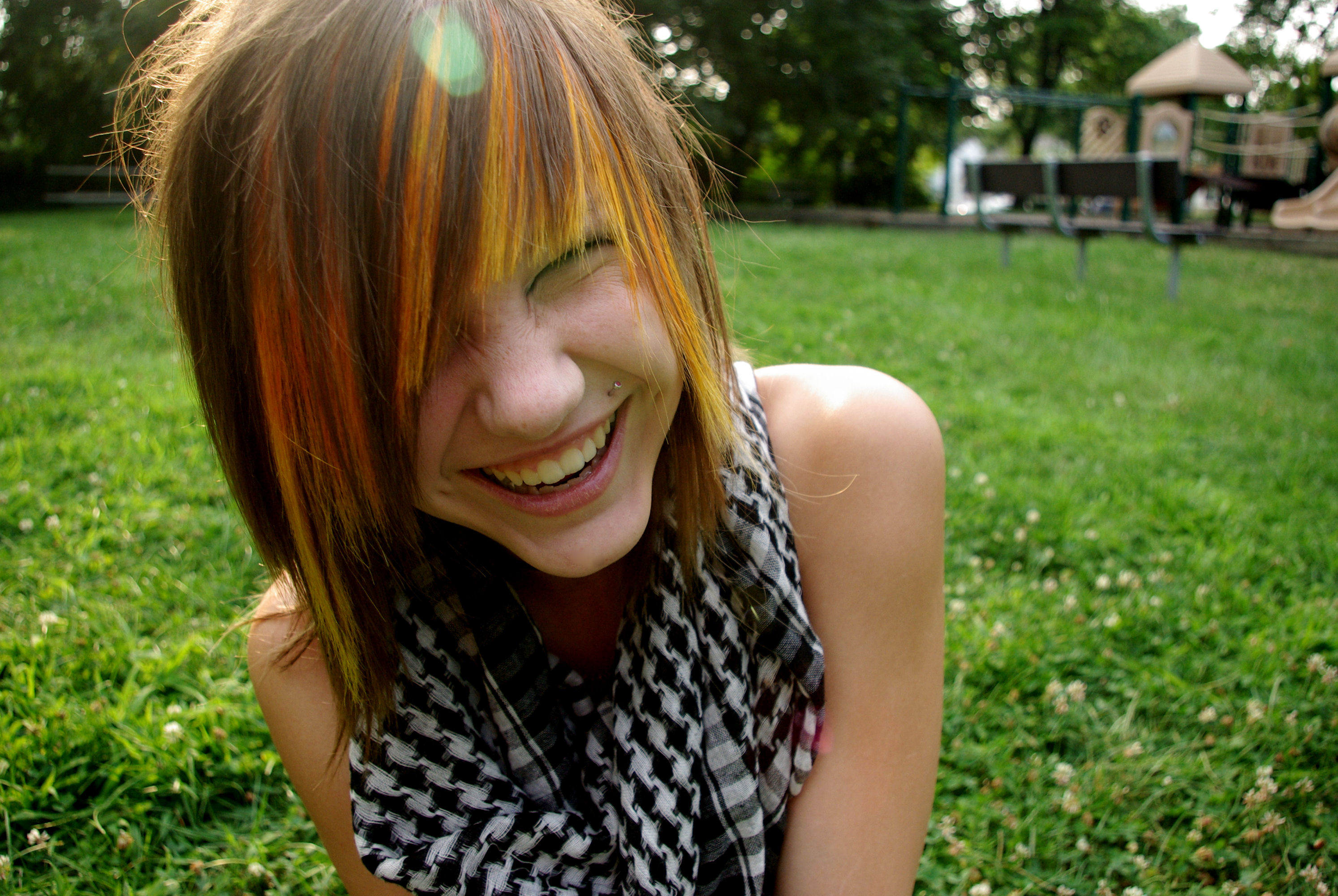
Emo coi capelli medio-lunghi

Lo stile di questa moda non prevede particolari regole, se non l'inventiva all'interno di alcuni canoni comuni seppur non vincolanti, come ad esempio i capelli più lunghi nella parte anteriore del viso, a coprire solitamente un occhio o entrambi.
Le acconciature possono variare ampiamente pur mantenendo alcuni capisaldi come ad esempio:
Colore nero: è molto comune che i capelli vengano tinti color nero profondo, anche se può anche essere combinato con striature e sezioni di altri colori, dai colpi di luna ai colori vivaci tipo punk come il neon rosa e il blu elettrico.

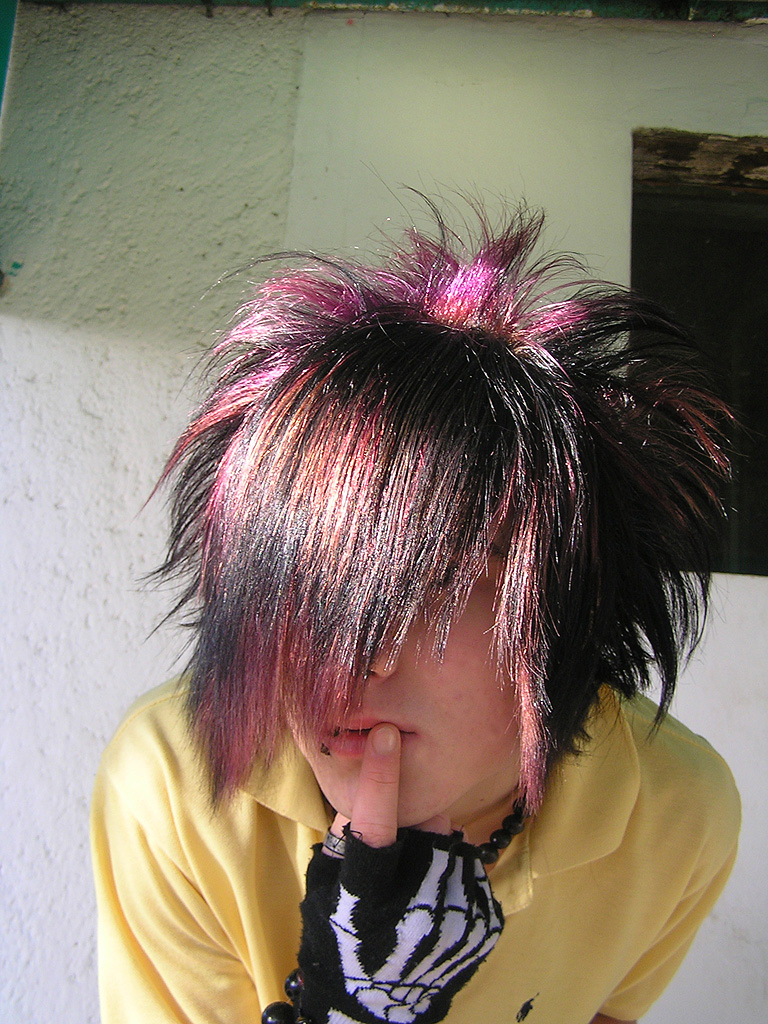
Emo con il tipico taglio "Spiky"

Asimmetria: i tagli sono tipicamente asimmetrici, con strati increspati, acutamente tagliati: questo trasmette l'idea di un taglio fantasioso e originale, pur trasmettendo l'idea di una persona ben curata ed alla moda.
Dritti: di norma i capelli sono pettinati dritti, anche con l'uso di piastre per capelli. Sono anche popolari i tagli spiky, in genere come spuntoni alla moda, lisciati ed eleganti, piuttosto che casuali e disordinati come quelli utilizzati dai punk.
Corti: I capelli corti sono in genere ordinati e rivolti tutti verso uno stesso lato e accorciati più finemente nella parte anteriore. Uno stile semplice per creare questo tipo di pettinatura consiste nell'utilizzare del gel o dei prodotti liscianti per poi aggiungervi della lacca; si può anche utilizzare una piastra. Le sezioni davanti e la frangia dei capelli normalmente vengono lasciati fatti cadere elegantemente sulla faccia, oppure vengono mantenuti fermi con delle clip.
Medio lunghi e lunghi: Sono in genere gli stili di capelli in cui vengono utilizzati soprattutto gli accessori, le tinture e le extensions. Solitamente sono piuttosto ben curati. Vengono pettinati leggermente, separati in due file che poi vengono lasciate cadere sulle spalle; la frangia viene spesso appoggiata a una di queste fila di capelli in modo tale da farli sembrare più gonfi e voluminosi ed inoltre non coprono il viso.

### Correnti
- Alt-Country Emo: Emo vissuti in campagna o in zone rurali e cresciuti di conseguenza. Indossano abiti di flanella, pantaloni jeans, e talvolta si fanno crescere la barba[6][7].
- Christian Emo: Sono gli emo che ascoltano soprattutto generi come il christian rock o il christian metal. Rispetto agli altri emo, non seguono la moda emo o punk, ma indossano abiti civili. Solitamente non bevono alcolici[6][7].
- Eighties Emo: Sono gli emo originali, cioè quelli che seguono ancora la moda e lo stile di vita emo degli anni 80[6][7].
- Ex-hardcore Emo: Vivono soprattutto nei sobborghi. Emo che in principio si erano avvicinati al movimento punk, in particolare all'hardcore punk e allo straight edge, ma poi se ne sono allontanati[6][8].
- Frat Emo: Sono gli emo nati intorno agli anni 2000, subito dopo il successo dei Jimmy Eat World. Anche questi non seguono la moda emo e preferiscono vestirsi con gli abiti della loro università o con abiti firmati Abercrombie & Fitch ed Hollister[6][7].
- Goth Emo: Gli emo più vicini al movimento goth. Sono vestiti principalmente con abiti scuri, neri o rossi[6][7].
- Indie Emo: Essenzialmente sono gli emo che più s'intendono di musica e che passano le loro serate ad ascoltarla dal vivo nei locali o nei bar[6][7].
- Machismo Emo: Gli emo che seguono la moda emotiva tipica del mondo emo al contrario; invece di essere tendenzialmente timidi, tristi e solitari, si comportano come delle persone estroverse, sicure di sé e spesso sfacciate[6][7].
- Plastic Emo (o Scene Emo): Sono gli emo più originali, soprattutto per quanto riguarda la capigliatura ed il trucco fai-da-te, spesso piuttosto esagerati. Le ragazze appartenenti a questa branca emo vengono dette Scene Queen mentre i ragazzi Scene King.
- Poser Emo: Non sono veri emo ma dei poser, cioè sono degli individui, che non ascoltano musica emo ma si comportano come se appartenessero alla subcultura, ma in realtà non ne fanno parte e non ne capiscono i fondamenti. Potrebbero ricondurre l'essere emo ad una serie di stereotipi come l'essere depressi (o comunque tristi) ignorando la cultura del DIY, molto presente soprattutto nelle prime correnti. Potrebbero ascoltare artisti con influenze emo e quindi pensare che siano emo (e per estensione loro stessi) o potrebbero semplicemente voler far parte della subcultura perché di moda o perché pare come alternativa, così da sentirsi elevati dalle masse.
- Prog Emo: Emo solitari che spendono la maggior parte del loro tempo soprattutto alla lettura di manga o fumetti, alla visione di anime, all'uso di videogames ecc. Hanno spesso un look confuso e artistico[6][7].
- Skater Emo: Sono gli emo più vicini alla cultura skate, e quindi passano la maggior parte del tempo a praticare questo sport piuttosto che a stare con gli altri emo.
- Trustafarian Emo: Sono gli emo più vicini al movimento vegano e hippy; rispetto agli altri emo hanno uno stile relativamente semplice e solitamente indossano sandali, pantaloni larghi, giacche leggere e magliette su cui spesso sono scritte delle frasi oppure disegnati dei motivi attraverso i quali comunicano il loro stato d'animo[6][7].

## Impatto di massa

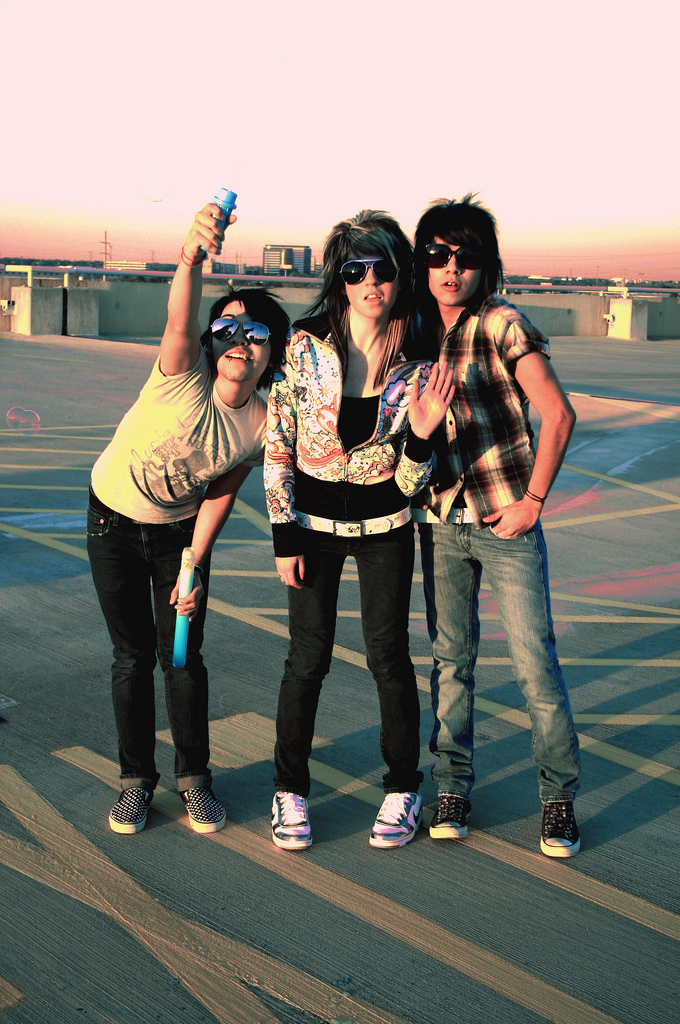
Esempi di abbigliamento emo

In generale quindi, tra gli adolescenti, il termine emo è legato ad un'estetica di abbigliamento e taglio di capelli che può essere composto dall'uso di pantaloni canalizzati, t-shirts tagliate che spesso portano i nomi di band rock o punk e capelli con frange lunghe da un lato, che a volte coprono uno o entrambi gli occhi; è comunque popolare anche la capigliatura Spiky (cioè "spuntonata"), ottenuta solitamente grazie alla cotonatura delle ciocche di capelli e all'utilizzo di prodotti come lacca o gel su queste ultime. Inoltre il mondo emo si distingue per il suo carattere particolarmente emotivo-emozionale, sensibile, timido, introverso, depresso, angosciato ecc. Tuttavia, si deve tener conto che il movimento si è trasformato negli anni e che gli emo non necessariamente corrispondono a uno specifico stereotipo.

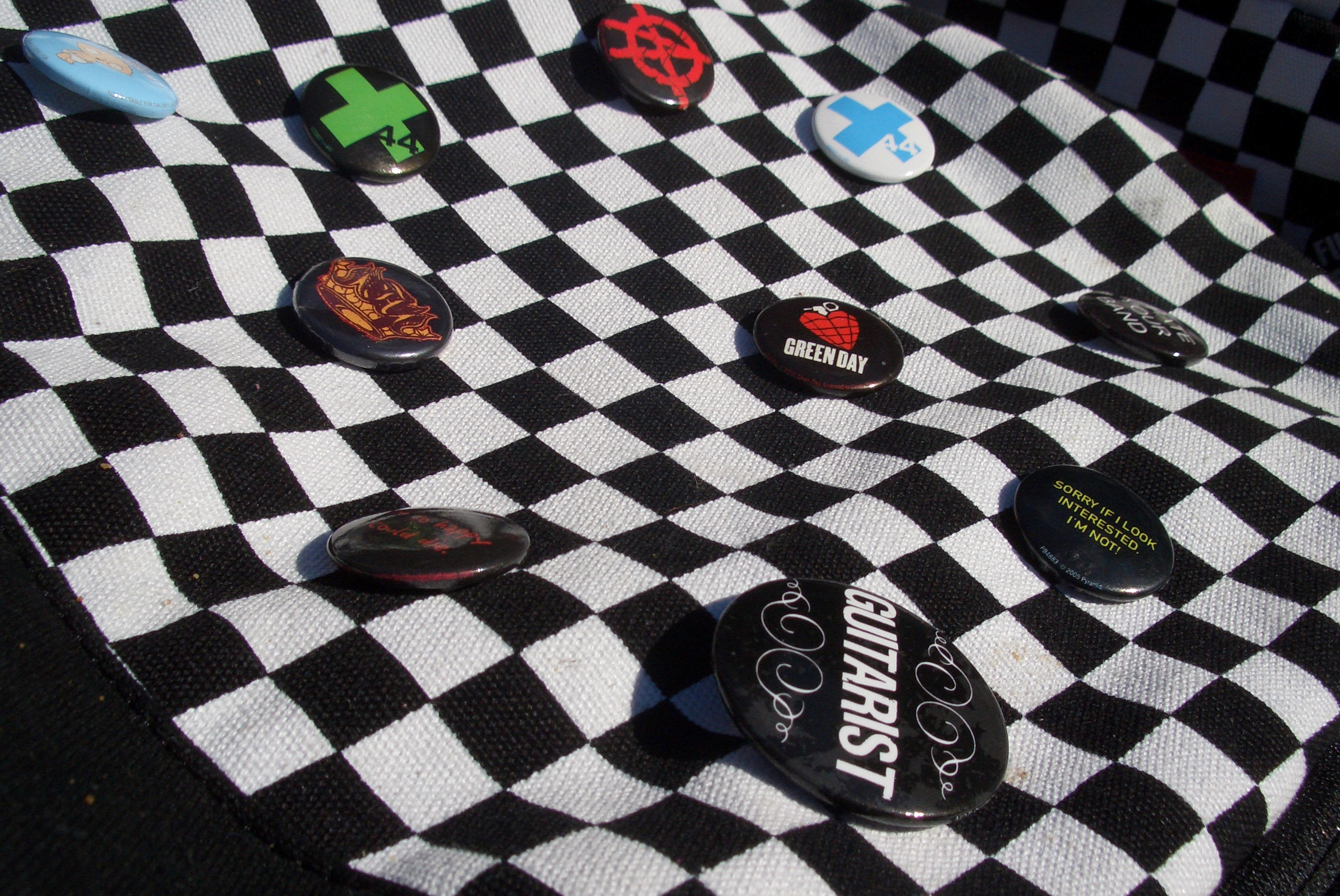
Borsa a scacchiera con spillette emo e punk. Gli abiti e accessori a scacchiera sono piuttosto comuni fra gli emo.

Essi tendono inoltre a essere identificati con vari sottogeneri musicali rock e punk, come l'hardcore punk, il post-hardcore e screamo, pop punk, indie rock; Anche se è possibile ascoltare metalcore, deathcore, pop rock, rock gotico, elettronica, elettropop, sperimentale eccetera.

### Nei mass media
Il fenomeno è diventato talmente diffuso che anche i media più "mainstream" hanno cominciato a parlarne in maniera diffusa.
Nel corso degli ultimi due decenni, gli emo sono saltati alla cronaca principalmente per casi di autolesionismo e suicidio, ma anche di droga, alcolismo, anoressia, bulimia e vari altri. Ciò ha portato a un'ulteriore stereotipizzazione degli emo e della loro identità ed ha anche provocato una certa avversione, se non una vera e propria discriminazione nei loro confronti da parte di gruppi di individui o subculture diverse, talvolta scaturita anche in tragedia. Nel settembre 2010 inoltre si è verificato uno scandalo sugli emo a causa di un servizio/inchiesta del programma televisivo Le Iene in cui veniva mostrato ciò che accadeva nei cosiddetti "Durex Party", cioè delle feste private in cui partecipano principalmente gli emo e dove si consumano solitamente sostanze stupefacenti, si hanno rapporti sessuali o entrambe le cose.
Ad ogni modo, visti gli abusi e le aggressioni fisico-verbali che spesso subiscono gli emo nel Regno Unito, nell'aprile 2013 è stato varato un nuovo regolamento dalla polizia della Grande Manchester che equipara le discriminazioni in base alla "subcultura" di appartenenza a quelle fatte per razza, religione, disabilità e orientamento sessuale, facendole rientrare quindi nella categoria dei crimini d'odio.

### Nella cultura di massa
Fin dagli anni '70, la subcultura di matrice gotica chiamata emo si è caratterizzata per la diffusione del nichilismo e delle pratiche autolesionistiche.
Nei primi anni duemila, sono diventati piuttosto popolari i fumetti emo, cioè dei fumetti, spesso creati da artisti non professionali, caratterizzati da una grafica semplice e scarna, talvolta anche deprimente, in cui le storie vedono spesso un solo personaggio o una coppia (spesso maschio e femmina) in cui i temi centrali sono l'amore, la tristezza, la malinconia e la solitudine espressi spesso da battute o situazioni in stile umorismo nero; tra i più popolari si può citare il fumetto Pon and Zi.
Sono molto popolari nella cultura emo alcuni film di Tim Burton come Edward mani di forbice, Nightmare Before Christmas, La sposa cadavere o anche Sweeney Todd - Il diabolico barbiere di Fleet Street.
È diventato uso comune inoltre identificare dei personaggi fittizi (spesso cinematografici, ma non solo) con i tratti tipici della cultura emo, sia dal punto di vista estetico che emotivo; per citarne alcuni: Sam Monroe, personaggio del film L'ultimo sogno; Jeff Matthews, personaggio del film Cimitero vivente 2; Sasuke Uchiha, personaggio della serie multimediale Naruto; Zexion, personaggio della serie videoludica Kingdom Hearts; Elle, personaggio della serie Death Note; Ulquiorra Schiffer, personaggio della serie anime e manga Bleach; Zero Kiryu, personaggio della serie anime e manga di Vampire Knight; vari altri.

## Filmografia
- L'ultimo sogno (Life as a House), regia di Irwin Winkler (2001)
- Emo Pill, regia di Anthony Spadaccini (2006)
- Wristcutters - Una storia d'amore (Wristcutters: A Love Story), regia di Goran Dukić (2007)
- Closed Spaces, regia di Bradley Cole (2010)
- Sala Samobójców, regia di Jan Komasa (2011)